# Lupinus leucophyllus
Lupinus leucophyllus är en ärtväxtart som beskrevs av John Lindley. Lupinus leucophyllus ingår i släktet lupiner, och familjen ärtväxter.

## Underarter
Arten delas in i följande underarter:
- L. l. erectus
- L. l. leucophyllus
- L. l. tenuispicus

## Bildgalleri

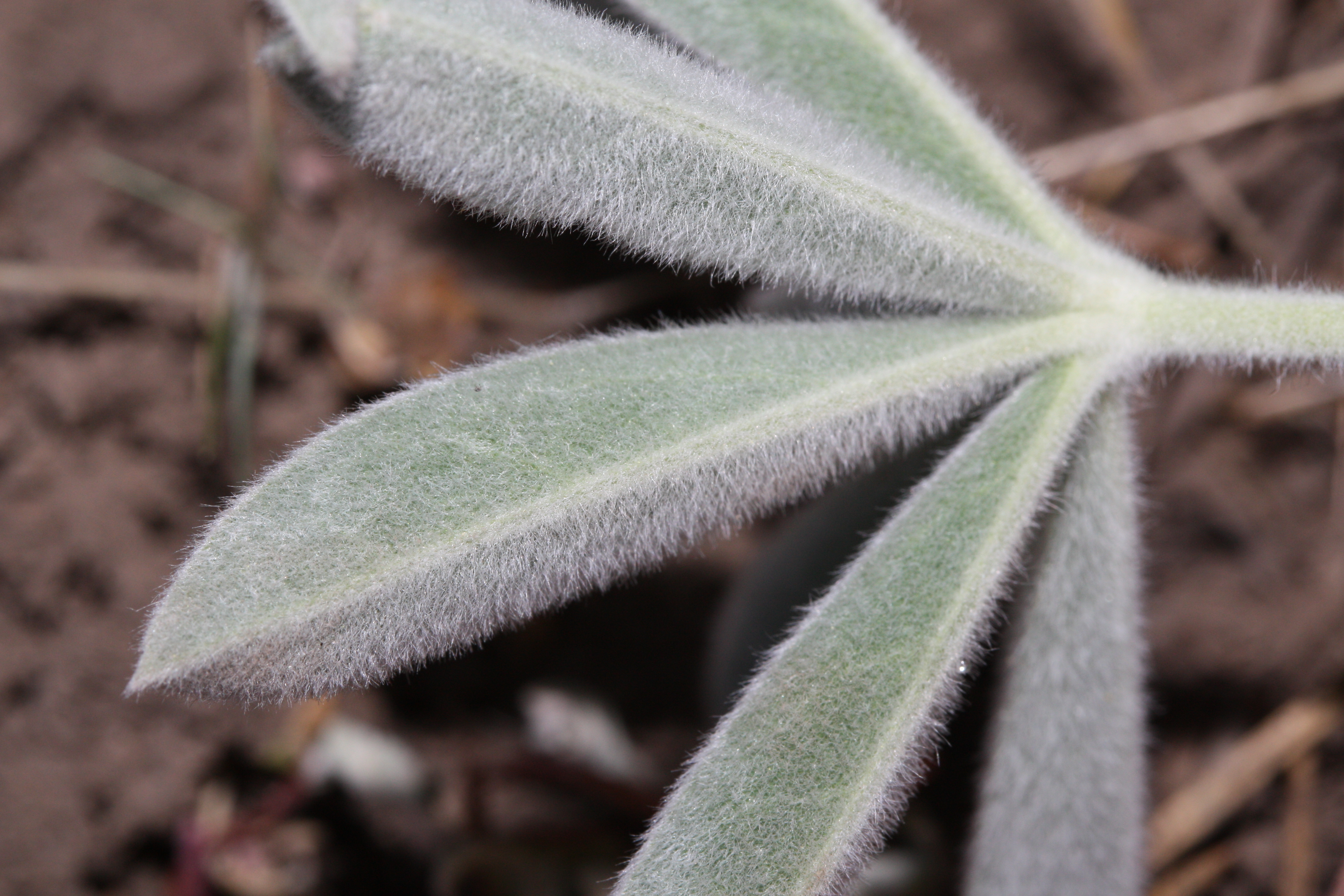
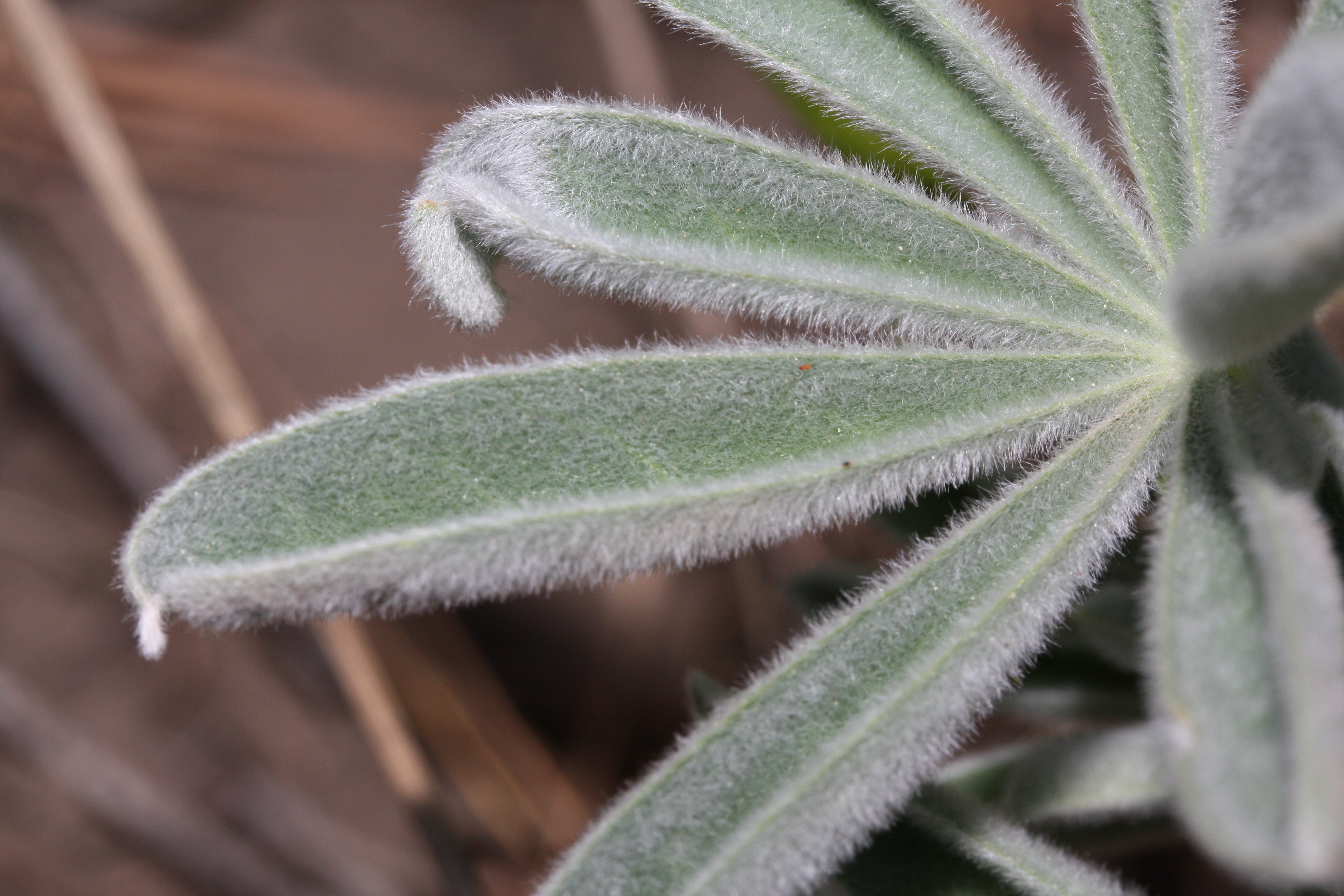
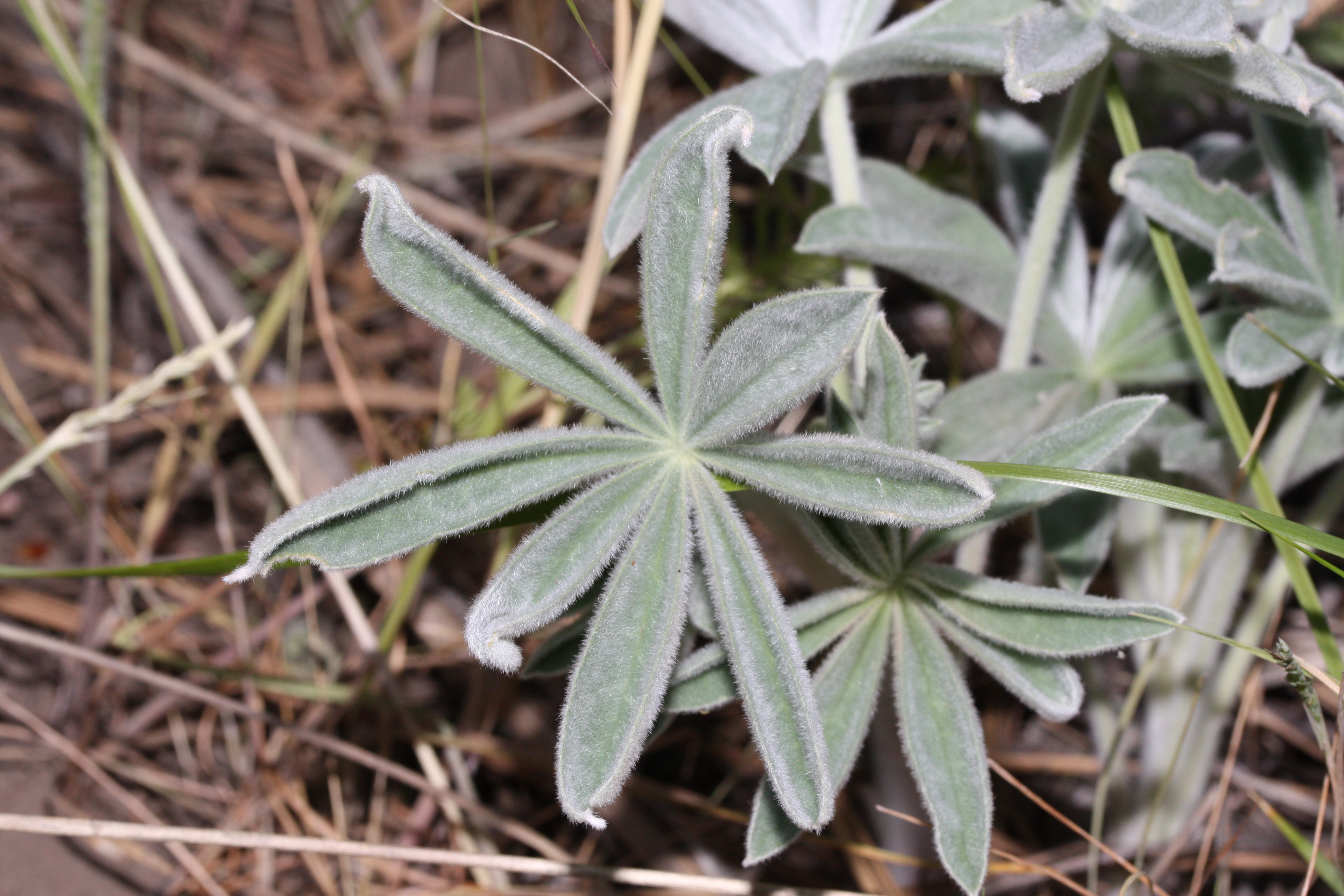
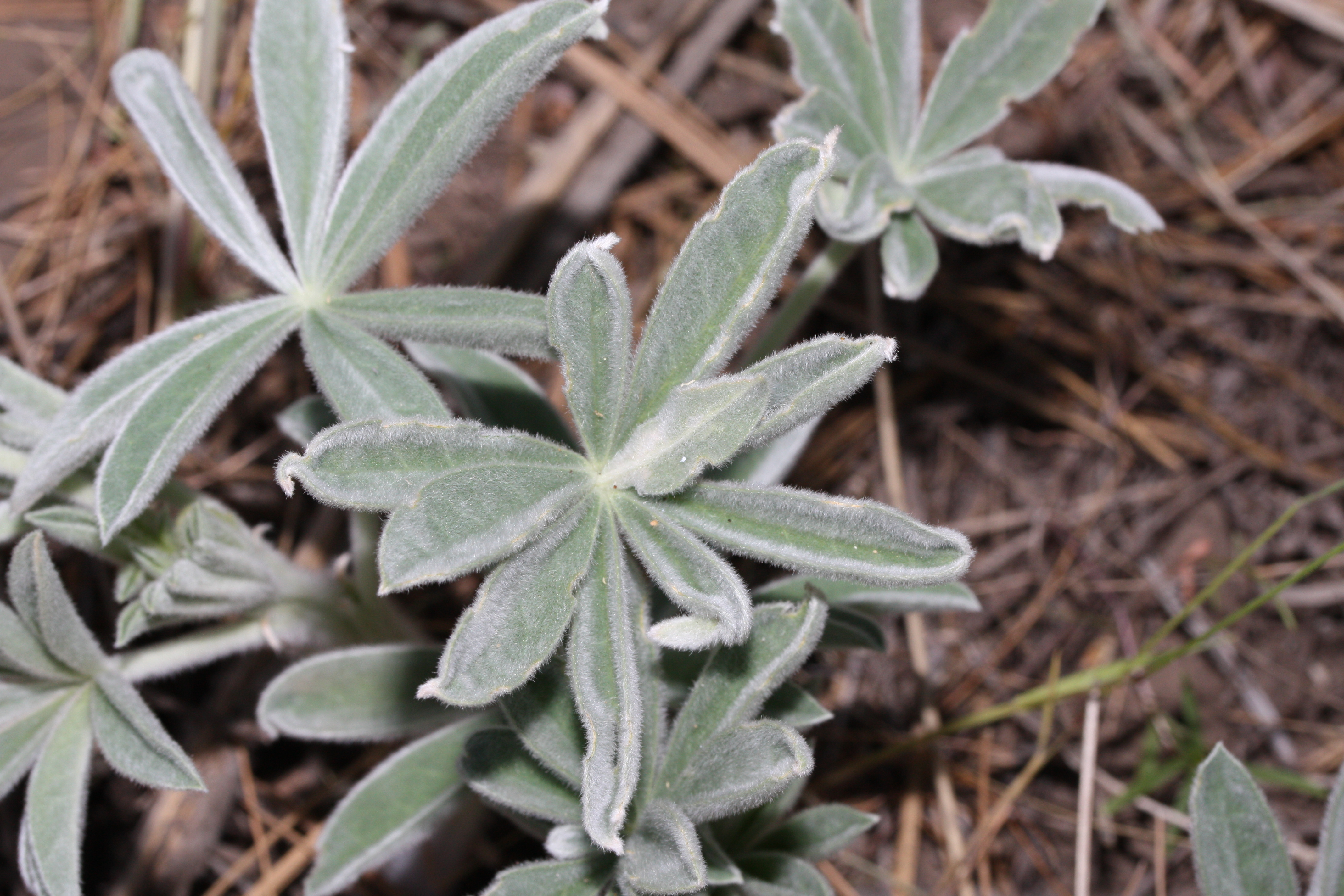
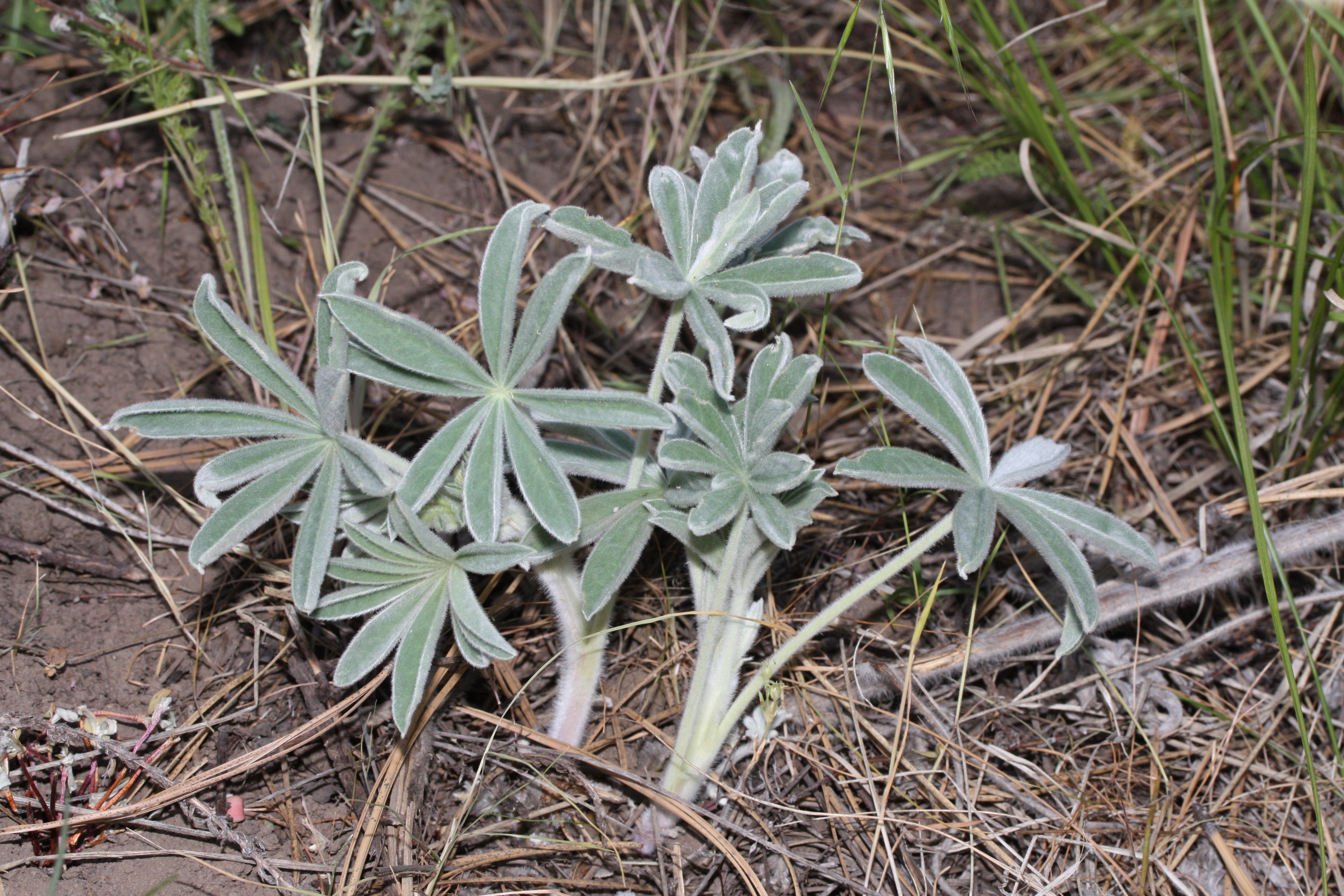
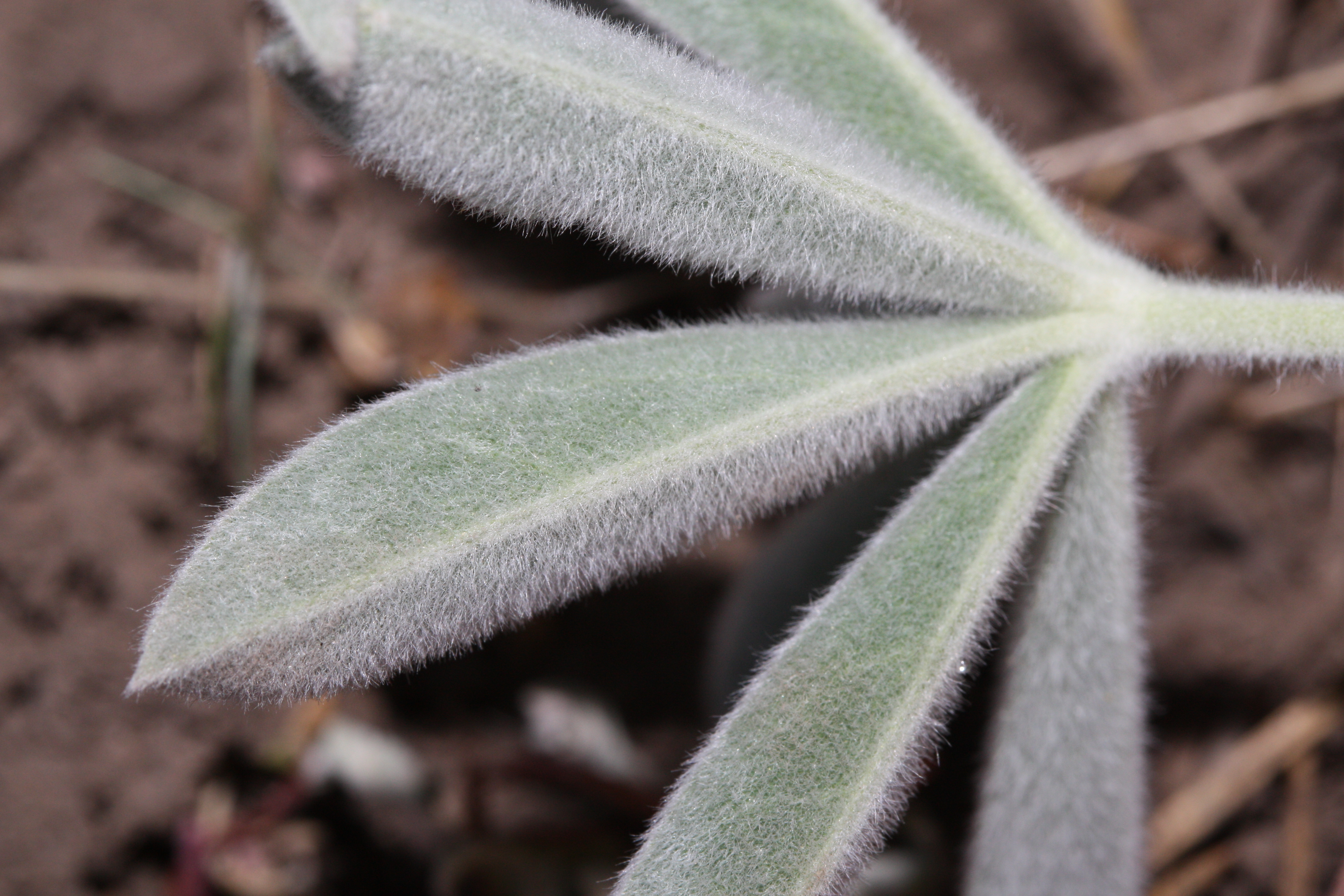